# Nicolas Sahnoun
Pour les articles homonymes, voir Sahnoun.
Nicolas Sahnoun, né le 3 septembre 1980 à Bordeaux en France, est un ancien footballeur professionnel. Il est actuellement entraîneur adjoint au Valenciennes FC.
Il est le fils posthume d'Omar Sahnoun, mort pendant un entraînement avec les Girondins de Bordeaux, en avril 1980.

## Biographie
Formé au FCGB (champion de France des moins de 17 ans en 1998), le prometteur joueur fait ses preuves avec la réserve girondine et signe son premier contrat professionnel durant l'été 2000, mais n'atteint finalement pas le haut niveau de l'équipe première. Le club décide alors de le prêter à Fulham qui évolue en D2 anglaise sous la direction de Jean Tigana, grâce auquel il fait quelques matchs et termine champion de D2.
À son retour aux Girondins de Bordeaux, Nicolas découvre enfin la Division 1, mais pour deux matchs seulement. Insatisfaits, les dirigeants décident de le prêter en Division 2, française cette fois, pour 6 mois à l'AC Ajaccio, sous la direction de Rolland Courbis qui joue alors la montée en L1 (14 matchs pour 1 but). La saison est un succès et le joueur est glorifié d'un nouveau titre de champion de D2, avant son retour à Bordeaux.
À l'aube de la saison 2002-2003, les dirigeants des Girondins semblent enfin lui faire davantage confiance. Ainsi, son temps de jeu est en nette évolution et il joue 26 matchs de L1, ainsi que 2 en Coupe d'Europe. Mais la saison suivante (2003-2004), il ne rentre pas dans le schéma de l'entraîneur girondin du moment, Michel Pavon. Après 6 matchs en L1 et 3 en coupe d'Europe, il quitte son club formateur.
En 2004-2005, il rebondit en deuxième division espagnole à Almeria. Ses bonnes prestations attirent à nouveau les clubs français. Il revient ainsi en 2005-2006 au Stade brestois, pour 25 matches et 6 buts en deux ans. Un bilan mitigé qui le mène à l'équipe de Dijon de janvier 2006 à juin 2008. Si sa première saison en Côte-d'Or est moyenne, il réalise une seconde saison complète durant laquelle il joue la plupart des matchs, attirant les regards de l'ambitieux club de Montpellier avec lequel il retrouve Rolland Courbis.
Malgré un faible temps de jeu, il parvient à être vice-champion de France de L2 et participe à la remontée du club en L1 en 2009. Mais dans l'élite, il n'entre clairement pas dans les plans du nouvel entraîneur héraultais René Girard. Il est alors prêté au Racing de Ferrol, en troisième division espagnole. Il y retrouve un autre français, Rudy Carlier, mais la saison est un échec avec seulement 19 matchs joués et une relégation au bout.
En août 2010, son contrat avec le club héraultais est résilié. Libre de tout contrat, il signe au FC Lège-Cap-Ferret, club girondin amateur évoluant en ligue d'Aquitaine, avec lequel il réussit la montée en DSR pour la saison 2011-2012. Lors de la saison 2012-2013, il permet à son club de devenir champion d'Aquitaine en remportant le championnat de DH. Le club accède alors au CFA 2 (devenu N2, la quatrième division), pour la saison 2013-2014. Il y occupe ensuite la fonction de directeur sportif.
Durant l'été 2016, il devient l'entraîneur de l'Aviron Bayonnais FC (club de N2). À la suite d'une série de mauvais résultats, il est remercié en mars 2017. En 2018, il arrive au Toulouse Football Club pour s'occuper des moins de 15 ans, la saison suivante il devient entraîneur des moins de 19 ans.
À l'été 2020, il rejoint le Valenciennes FC au poste d'entraîneur adjoint. Il retrouve Olivier Guégan avec qui il a joué au Stade brestois.

## Carrière
- 2000-jan. 2004 :  Girondins de Bordeaux
  - jan. 2001-2001 :  Fulham FC (prêt)
  - jan. 2002-2002 :  AC Ajaccio (prêt)
- jan. 2004-2005 :  UD Almería
- 2005-jan. 2007 :  Stade brestois
- jan. 2007-2008 :  Dijon FCO
- 2008-2010 :  Montpellier HSC
  - 2009-2010 :  Racing de Ferrol (prêt)
- 2010-2013 :  US Lège-Cap-Ferret[4]

## Palmarès

### Avec les Girondins de Bordeaux
- Champion de France des moins de 17 ans en 1998

### Avec Fulham
- Champion d'Angleterre de D2 en 2001

### Avec Ajaccio
- Champion de France de Ligue 2 en 2002

### Avec Lège-Cap-Ferret
- Vice champion de DHR 2010-2011
- Finaliste de coupe du district Gironde-Atlantique 2011 et 2013
- Vice champion de DSR 2011-2012
- Champion de DHR Aquitaine 2012-2013